# Rappenklammspitze
 (avril 2024).
La Rappenklammspitze est une montagne d'une altitude de 1 835 m dans le massif des Karwendel.

## Géographie

### Topographie
L'isolation topographique est de 1,5 km avec la Steinkarspitze.

## Ascension
Le sommet peut être atteint depuis le village tyrolien de Hinterriß (de) par la Rontal (de) dans le cadre d'un circuit de montagne : difficulté 1 à 2, durée de montée : 3 h, durée de descente : 2 h, environ 910 m d'altitude). Depuis le sommet, il est possible de continuer jusqu'au Wechselkopf.